# Archbank Farm
Die Archbank Farm ist ein Bauernhof nahe der schottischen Stadt Moffat in der Council Area Dumfries and Galloway. 1971 wurde die zugehörige Scheune in die schottischen Denkmallisten zunächst in der Kategorie B aufgenommen. Die Hochstufung in die höchste Denkmalkategorie A erfolgte 1988.

## Beschreibung
Der Bauernhof liegt isoliert rund einen Kilometer nördlich von Moffat. Die Scheune stammt vermutlich aus dem späten 18. Jahrhundert. Das verhältnismäßig hohe, zweistöckige Gebäude bildet den nördlichen Abschluss des Hofes. Sein Mauerwerk besteht aus Bruchstein mit gekalkten Fassaden. An der Südseite sind zwei Fenster und drei Eingänge zu finden. Das Gebäude schließt mit einem schiefergedeckten Dach.
Die Scheune verfügt an der Nordseite über ein oberschlächtiges Wasserrad aus Gusseisen. Dieses ist mit hölzernen Eimern zum Antrieb ausgestattet. Das Wasser wird aus einem östlich verlaufenden Bach abgezweigt und über eine steinerne Rohrleitung dem Wasserrad zugeführt. Eine Schleuse, die über eine Holzmechanik aus einem Fenster bedient wird, reguliert den Wasserstrom. Das Rad dient dem Antrieb einer Dreschmechanik, die vollständig erhalten ist.